# جيمس إتش هورن
جيمس إتش هورن (بالإنجليزية: James H. Horne)‏ هو منافس ألعاب قوى أمريكي، ولد في 24 يوليو 1874 في برلين في الولايات المتحدة، وتوفي في 13 أبريل 1959 في Salem, New Hampshire ‏ في الولايات المتحدة.